# Бараново (гміна Тарново-Подґурне)
Бараново (пол. Baranowo) — село в Польщі, у гміні Тарново-Подґурне Познанського повіту Великопольського воєводства.
Населення — 2465 осіб (2011).
У 1975-1998 роках село належало до Познанського воєводства.

## Демографія
Демографічна структура станом на 31 березня 2011 року:
|          | Загалом | Допрацездатний вік | Працездатний вік | Постпрацездатний вік |
| -------- | ------- | ------------------ | ---------------- | -------------------- |
| Чоловіки | 1159    | 258                | 769              | 132                  |
| Жінки    | 1306    | 273                | 783              | 250                  |
| Разом    | 2465    | 531                | 1552             | 382                  |